# Følelserne er de samme
Følelserne er de samme er en dokumentarfilm instrueret af Christian Hartkopp efter manuskript af Christian Hartkopp og Preben Hertoft.

## Handling
Interview-baseret dokumentar om bøsser og lesbiskes forhold i det danske samfund. Homoseksualitet er en måde at leve på blandt flere andre. For nogen er der tale om et valg, mens andre lige så lidt vælger om de vil være homoseksuelle eller heteroseksuelle, som de vælger hudfarve, højde eller at blive skønhedsdronning. Filmen prædiker ikke 'forståelse' eller 'tolerance' (...) Den viser, at livet er svært og dejligt, fuldt af positive og negative træk (...) Men også, at vi sommetider gør det unødigt svært for hinanden, låser os inde i vedtagne mønstre, måske fordi vi er bange, uvidende eller dumme, og at vi dermed snyder hinanden for varme og kontakt, og selv bliver fattigere derved (uddrag fra pressemeddelelse).
Filmen havde premiere i biografen Hjerter Dame og blev vist sammen med den franske kortfilm Kærlighedens sang af Jean Genet.

## Omtale
Bøsse/Lesbisk lærergruppe i Landsforeningen for bøsser og lesbiske og Undervisningsministeriets AIDS-udvalg indgav i 1988 et ønske om, at Homofile (Peter Ringgaard, 1972) og Følelserne er de samme blev trukket fra SFCs distribution, da filmene ifølge foreningen "ikke giver et tidssvarende billede af homoseksualitet endsige homoseksuel levevis."